# Разводи, разводи
„Разводи, разводи...“ е български игрален филм (комедия) от 1989 г. на режисьорите Коста Биков, Веселин Бранев, Ивайло Джамбазов, Иванка Гръбчева, Георги Стоев и Рангел Вълчанов, по сценарий на Веселин Бранев, Георги Данаилов, Христо Илиев-Чарли, Александър Томов и Рангел Вълчанов. Оператори са Емил Христов, Пламен Хинков, Ивайло Пенчев и Христо Тотев. Музиката във филма е композирана от Кирил Дончев, Стефан Димитров, Георги Генков.

## Състав

### Актьорски състав
| „Разводът преди/Разводът сега“                    |                                                                      |
| Изпълнител                                        | Роля                                                                 |
| ------------------------------------------------- | -------------------------------------------------------------------- |
| Тодор Колев                                       | Съпругът                                                             |
| Румяна Рунева                                     | Съпругата                                                            |
| Валентин Ганев                                    | Посетител                                                            |
| Ицхак Финци (като Ицко Финци)                     | възрастният фотограф                                                 |
| Георги Русев                                      | Председател на съда                                                  |
| Благовест Арнаудов                                | Младият фотограф.                                                    |
| Надя Тодорова                                     | жената-каратистка с гъската и цветята                                |
| Милица Иванова                                    | Бабата.                                                              |
| Георги Пенков (като Джони Пенков)                 | Член на съда                                                         |
| Фери Янакиев                                      | съдебен заседател                                                    |
| Иван Дервишев                                     | Посетител                                                            |
| Ани Вълчанова                                     | Момиче от публиката                                                  |
| Самуел Финци                                      | Младият фотограф                                                     |
| Кети Славова                                      | Младата влюбена.                                                     |
| Бат'Петьо Парчето                                 | Трамвайджията.                                                       |
| „Свидетелите“                                     |                                                                      |
| Коста Цонев                                       | свидетелят на ищеца Цецо Петров, съпруг на Елена и любовник на Мария |
| Мария Каварджикова                                | Мария                                                                |
| Ели Скорчева                                      | свидетелката Елена Петрова                                           |
| Константин Цанев                                  | Стефан, съпруг на Мария                                              |
| Вълчо Камарашев                                   | Председателят на съда                                                |
| „Крехко равновесие“                               |                                                                      |
| Кръстьо Лафазанов                                 | Съпругът                                                             |
| Елвира Иванова                                    | Съпругата                                                            |
| Магда Шалева                                      | Любовницата                                                          |
| Иван Янчев                                        | Старецът, рибаря-зяпач                                               |
| Любен Петров                                      | Свидетелят                                                           |
| Георги Мамалев                                    | Съдията                                                              |
| Стоян Стойчев (не е посочен в надписите на филма) |                                                                      |
| „А сега към морето“                               |                                                                      |
| Актьорски състав:                                 |                                                                      |
| Златина Дончева                                   | Едната майка                                                         |
| Иван Джамбазов                                    | Единият баща                                                         |
| Мая Томова                                        | Другата майка                                                        |
| Петър Петров                                      | Другият баща                                                         |
| Юлиан Станишев София Кузева                       | Младоженците                                                         |
| Юлиана Караньотова Христо Шопов                   | Приятели на младоженците                                             |
| Стела Арнаудова                                   |                                                                      |
| Емилия Цанева                                     |                                                                      |
| Венцислав Божинов                                 |                                                                      |
| „Разводи, разводи...“                             |                                                                      |
| Емилия Цанева                                     |                                                                      |

### Творчески и технически екип
| Режисьори         | Георги Стоев-Джеки (Разводът преди/Разводът сега) Иванка Гръбчева (Свидетелите) Веселин Бранев (Крехко равновесие) Ивайло Джамбазов (А сега към морето) Рангел Вълчанов (Разводи, разводи...) |
| Сценарий          | Христо Илиев-Чарли (Разводът преди/Разводът сега) Георги Данаилов (Свидетелите) Веселин Бранев (Крехко равновесие) Александър Томов (А сега към морето) Рангел Вълчанов (Разводи, разводи...) |
| Оператори         | Пламен Хинков (Разводът преди/Разводът сега) Христо Тотев (Свидетелите/Крехко равновесие) Ивайло Пенчев (А сега към морето) Емил Христов (Разводи, разводи...)                                |
| Художник Костюми  | Боряна Семерджиева |
| Грим              | Димитър Коклин |
| Музика            | Кирил Дончев (Разводът преди/Разводът сега) Георги Генков (Свидетелите) Стефан Димитров (Разводи, разводи...)                                                                                 |
| Звук              | Валентин Кирилов |
| Монтаж            | Кристина Милева Николина Момчилова |
| Редактор          | Любица Кулезич |
| Асистент-оператор | Христо Александров |
| Директор          | Кирил Кирилов |
| Distributed by    | БЪЛГАРСКА КИНЕМАТОГРАФИЯ Студия за игрални филми „Бояна“ Творчески колектив „АЛФА“ /Copyright © 1989/                                                                                         |